# Pinalia curranii
Pinalia curranii är en orkidéart som först beskrevs av Leav., och fick sitt nu gällande namn av Wally Suarez och James Edward Cootes. Pinalia curranii ingår i släktet Pinalia och familjen orkidéer. Inga underarter finns listade i Catalogue of Life.